# Curtis Lee Brown
Curtis Lee Brown (* 11. března 1956 v Elizabethtown, stát Severní Karolína, USA), vojenský pilot, důstojník a americký kosmonaut. Ve vesmíru byl šestkrát.

## Život

### Studium a zaměstnání
V roce 1974 zdárně ukončil střední školu East Bladen High School v městě Elizabethtown v Severní Karolíně a pak pokračoval dalším studiem na United States Air Force Academy v Colorado Springs.
Po skončení studia na vojenské akademii v roce 1978 pokračoval ve studiu na jiných, vojenských školách. Zůstal pak u armády, působil zde jako zkušební letec na různých základnách USA.
Zůstal svobodný. Měl přezdívku Curt.
V letech 1987 až 1988 absolvoval výcvik u NASA, od roku 1988 byl zařazen do jednotky kosmonautů.

### Lety do vesmíru
Na oběžnou dráhu se v raketoplánech dostal šestkrát a strávil ve vesmíru 57 dní, 17 hodin a 7 minut. První tři lety měl funkci pilota, zbývající letěl jako velitel. Byl 279 člověkem ve vesmíru.
- STS-47 Endeavour (12. září 1992 – 20. září 1992)
- STS-66 Atlantis (3. listopadu 1994 – 14. listopadu 1994)
- STS-77 Endeavour (19. květen 1996 – 29. květen 1996)
- STS-85 Discovery (7. srpen 1997 – 19. srpen 1997)
- STS-95 Discovery (29. říjen 1998 – 7. listopad 1998)
- STS-103 Discovery (20. prosinec 1999 – 28. prosinec 1999)